# Jeon Jong-seo
Dans ce nom coréen, le nom de famille, Jeon, précède le nom personnel.
Jeon Jong-seo (hangeul : 전종서 ; RR : Jeon Jong-seo ; MR : Chun Ch’ongso) est une actrice sud-coréenne, née le 5 juillet 1994.

## Biographie

### Jeunesse et formations
Jeon Jong-seo naît le 5 juillet 1994. Fille unique, Jeon Jong-seo et sa famille déménagent au Canada lorsqu'elle est encore petite. Adolescente, elle retourne en Corée du Sud, où elle s'inscrit à l'école des Beaux-arts à Anyang, dans la province de Gyeonggi, et y sort diplômée. Elle assiste à des études spécialisée en cinéma à l'université de Sejong, à Séoul, mais, plus tard, elle s'y est désinscrite pour poursuivre plus librement sa carrière d'actrice.

### Carrière

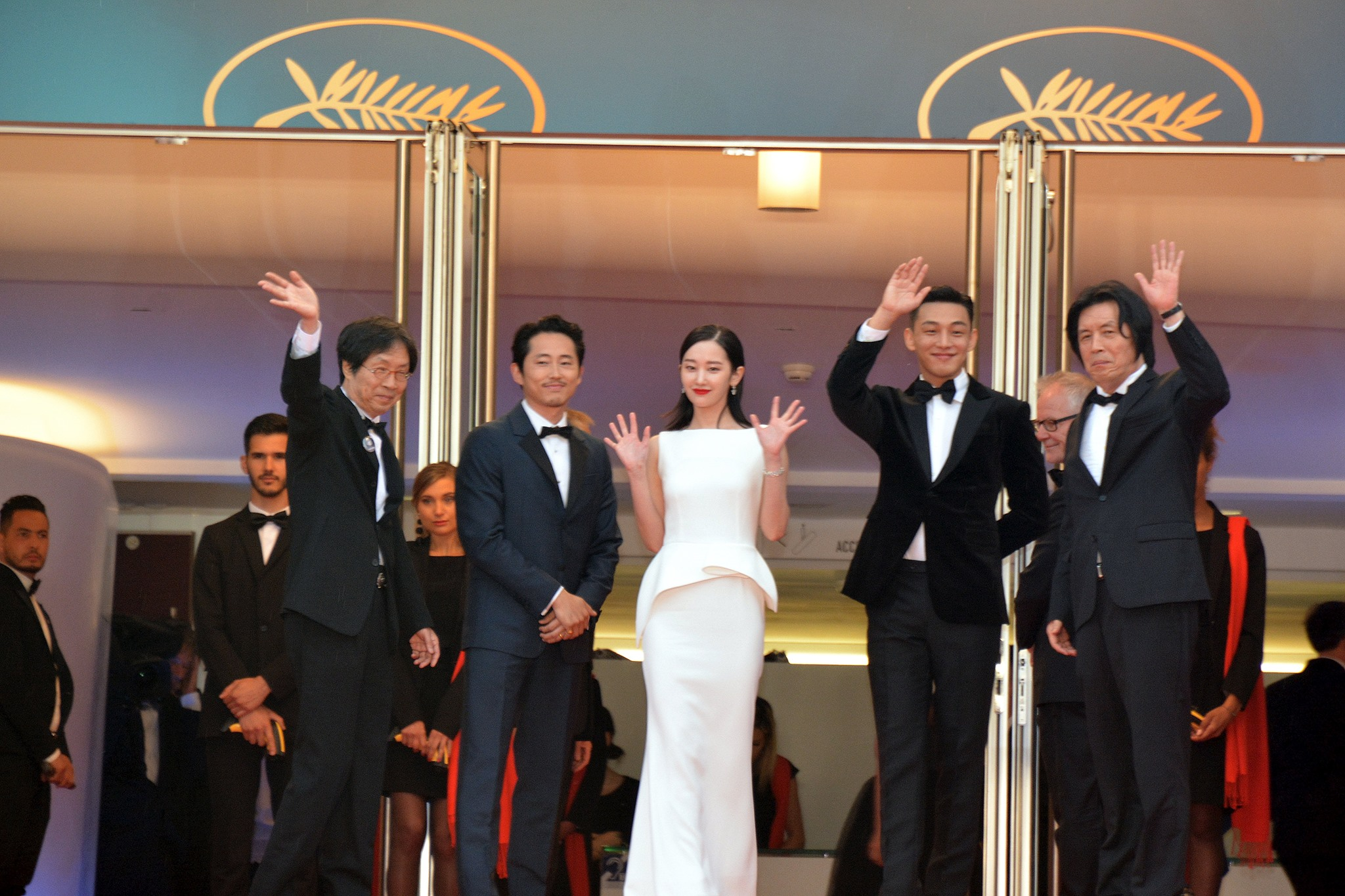
Jeon Jong-seo (au centre) lors de la présentation du film Burning au festival de Cannes 2018.

Le 5 septembre 2017, Jeon Jong-seo est pressentie pour le rôle de Hae-mi, la jeune femme dont Jong-soo — interprété par Yoo Ah-in — tombe amoureux, dans son premier long métrage Burning (버닝) de Lee Chang-dong, avant d'être confirmée par la presse le 14 septembre,,. Une adaptation de la nouvelle Les Granges brûlées (納屋を焼く) de Haruki Murakami (1983),. Ce film est sélectionné en compétition officielle au festival de Cannes, en mai 2018, où il remporte le prix FIPRESCI.
En janvier 2019, elle est choisie pour le thriller The Call (콜) de Lee Chung-hyun. En avril 2019, elle se joint au film américain Mona Lisa and the Blood Moon (2021) d'Ana Lily Amirpour, aux côtés de Kate Hudson.
En septembre 2020, avec l'acteur Son Suk-ku, elle est engagée dans un rôle principal dans le film romantique Nothing Serious (연애 빠진 로맨스), écrit et réalisé par Jeon Ga-young.

## Filmographie

### Longs métrages
- 2018 : Burning (버닝) de Lee Chang-dong : Hae-mi
- 2020 : The Call (콜) de Lee Chung-hyun : Yeong-sook
- 2021 : Mona Lisa and the Blood Moon d'Ana Lily Amirpour : Mona
- 2021 : Nothing Serious (연애 빠진 로맨스) de Jeon Ga-young : Ja-yeong
- 2023 : Ballerina (발레리나) de Lee Chung-hyun : Ok-joo[12]

### Séries télévisées
- 2022 : Money Heist : Korea – Joint Economic Area (종이의 집: 공동경제구역) : Tokyo / Lee Hong-dan
- 2022 : Bargain (몸값) : Park Joo-yeong
- 2024 : Impossible à marier : Na A-jeong

### Clips vidéos
- 2024 : Bibi - DERRE